# Delphi-studie
Een Delphi-studie (genoemd naar het orakel van Delphi) is een onderzoeksmethode waarbij de meningen van een groot aantal experts wordt gevraagd ten aanzien van een onderwerp waar geen consensus over bestaat (bijvoorbeeld de risico's van kernenergie). Door de antwoorden van de andere experts (anoniem) terug te koppelen wordt in een aantal rondes geprobeerd tot consensus te komen.

## Delphi-studies en toekomstvoorspellingen
In 1944 gaf Generaal Arnold de opdracht een rapport te maken voor de U.S. Air Force over de toekomstige technologische mogelijkheden voor het leger. Twee jaar later startte Douglas Aircraft Company het RAND-project om «het brede onderwerp van de intercontinentale oorlogsvoering, niet op land» te onderzoeken.
Verscheidene methodes werden geprobeerd, maar de tekortkomingen van de traditionele voorspellingsmethodes, zoals de theoretische benadering, kwantitatieve modellen of extrapolatie in gebieden waar nauwkeurige wetenschappelijke wetten niet gevestigd zijn, kwamen snel aan de oppervlakte. Om deze tekortkomingen te overwinnen, werd de Delphi-studie ontwikkeld door RAND Corporation tijdens de jaren 50-60 door Olaf Helmer en Norman Dalkey.
De naam «Delphi» verwijst naar het Orakel van Delphi. De auteurs waren hier niet gelukkig mee, omdat het «iets orakelachtigs, iets dat naar het occulte ruikt» impliceert, terwijl het in de realiteit net het omgekeerde probeert te zijn. Een Delphi-studie erkent de waarde van de opinie van een expert, zijn ervaring en intuïtie, en gebruikt de beperkte informatie in deze vorm wanneer volledige wetenschappelijke kennis ontbreekt.
Een Delphi-studie gebruikt een zorgvuldig gekozen panel van experts. Deze experts antwoorden op vragenlijsten waarvan de vragen gewoonlijk geformuleerd worden als hypothesen. De experts moeten dan antwoorden wanneer zij denken dat de hypothesen vervuld zullen zijn. Elke vragenronde wordt gevolgd door een terugkoppeling met de resultaten van de vragenronde, gewoonlijk anoniem. De experts worden op die manier ertoe aangezet hun meningen bij te stellen aan de hand van de antwoorden van de andere experts. Tijdens dit proces zouden de verschillen tussen de antwoorden moeten afnemen om uiteindelijk te convergeren naar het «juiste» antwoord. Na een aantal rondes wordt het proces beëindigd, en de medianen bepalen het uiteindelijke antwoord. Aan de hand hiervan kunnen tijdstabellen voor toekomstige ontwikkelingen opgesteld worden.
De volgende karakteristieken onderscheiden een Delphi-studie van andere methodes, en helpen de deelnemers zich te concentreren op de kernproblemen:
1. Structureren van de informatiestroom: In het begin worden de bijdragen van de experts verzameld in de vorm van antwoorden op vragenlijsten en commentaren op deze antwoorden. De leider van het panel behoudt de controle over de interacties tussen de deelnemers door de informatie te verwerken en irrelevante inhoud te verwijderen. Hierdoor worden de negatieve effecten van face-to-face-discussies vermeden en worden de problemen in verband met de groepsdynamiek opgelost.
2. Regelmatige terugkoppeling: De deelnemers brengen commentaar uit op hun eigen voorspellingen, de antwoorden van anderen en de vooruitgang van het gehele panel. Zij kunnen op elk ogenblik hun mening herzien. Waar deelnemers in gewone vergaderingen vaak vasthouden aan hun oorspronkelijke mening en conformeren aan de groepsleider, gaat een Delphi-studie dit juist tegen.
3. Anonimiteit van de deelnemers: De deelnemers blijven gewoonlijk anoniem, ook na de studie. Hierdoor kunnen de deelnemers hun autoriteit of persoonlijkheid niet gebruiken om invloed uit te oefenen op de andere deelnemers. Hierdoor kunnen zij ook vrij hun mening weergeven, is er meer ruimte voor kritiek en het toegeven van fouten door het herzien van oorspronkelijke meningen, en is er minder kans op kuddegedrag.

## Geschiedenis
Delphi-studies werden voor het eerst toegepast voor het voorspellen van ontwikkelingen in de wetenschap en technologie. Het doel van de methode was de opinies van experts wat betreft de waarschijnlijkheid en de verwachte ontwikkelingstijd van een bepaalde technologie te combineren tot één enkele indicator. Een van de eerste rapporten, in 1964 voorbereid door Gordon en Helmer, gaf de richting van de langetermijntrends aan in de ontwikkeling van technologie en wetenschappen, gaande van onderwerpen zoals wetenschappelijke doorbraken, bevolkingscontrole, automatisatie, ruimtevaart, tot oorlogspreventie en wapensystemen.
Later werden Delphi-studies ook toegepast op andere gebieden, in het bijzonder die gerelateerd aan openbare politiek zoals economische trends, gezondheid en onderwijs. Het werd ook met succes en hoge nauwkeurigheid toegepast in de zakenwereld. Zo vermeldden Basu en Schroeder (1977) dat een Delphi-studie de verkoop van een product gedurende de eerste twee jaren met een nauwkeurigheid van 3 tot 4% wist te voorspellen. Kwantitatieve methodes gaven een foutenmarge van 10 tot 15%, en traditionele ongestructureerde voorspellingsmethodes een fout van zo'n 20%.

## Aanvaarding
Over het algemeen zijn de ervaringen met Delphi-studies eerder gemengd en in vele gevallen waren de resultaten bedroevend. Sommige auteurs wijten dit echter aan een gebrekkige toepassing van de methode en niet aan een zwakte in de methode zelf. Daar moet nog aan toegevoegd worden dat in gebieden zoals wetenschappen en technologie de onnauwkeurigheid van een schatting gewoonlijk zo groot is dat een precieze en correcte voorspelling onmogelijk is en een grote foutenmarge verwacht moet worden.
Een ander probleem voor de Delphi-studies is dat ze sterk beïnvloed kunnen worden door de vooroordelen van de onderzoekers en dat de antwoordformulieren vaak creatieve of alternatieve zienswijzen uitsluiten. Immers, ontwikkelingen in de wetenschap en technologie worden niet altijd geproduceerd door een iteratieve consensus onder experts, maar soms ook door onconventionele ideeën van buitenstaanders.
De methode heeft ook problemen met maken van complexe voorspellingen met meerdere factoren. Toekomstige ontwikkelingen werden vaak als geïsoleerd beschouwd, waarbij de ene geen invloed had op de andere. Later werd de Delphi-studie uitgebreid om dit probleem te verhelpen, bijvoorbeeld door kruiselingse impactanalyses die de mogelijkheid in rekening brengen dat één bepaalde gebeurtenis de waarschijnlijkheden van andere gebeurtenissen kan beïnvloeden. Delphi-studies hebben echter toch nog steeds het meest succes bij het bepalen van voorspellingen in één enkele indicator.
Ondanks deze tekortkomingen worden Delphi-studies vandaag aanvaard als een hulpmiddel bij het maken van voorspellingen.